# Siekbachtal
Das Naturschutzgebiet Siekbachtal liegt auf dem Gebiet der Gemeinde Extertal im Kreis Lippe in Nordrhein-Westfalen.

## Lage
Das aus zwei Teilflächen bestehende Gebiet erstreckt sich nördlich von Bösingfeld, östlich von Nalhof und nordwestlich von Schönhagen – alle drei Ortsteile von Extertal – entlang des Siekbachs, eines rechten Zuflusses der Exter. Es liegt zu beiden Seiten der Kreisstraße 51. Westlich des Gebietes verläuft die Landesstraße 758 und östlich die Landesgrenze zu Niedersachsen.

## Bedeutung
Das etwa 97,2 Hektar große Gebiet mit der Schlüssel-Nummer LIP-078 steht seit dem Jahr 2007 unter Naturschutz.